# Куртенер, Фёдор Фёдорович
Фёдор Фёдорович Куртене́р Младший (Théodore Courtener) (12.09.1795 — 2.02.1860) — русский педагог, методист, переводчик, издатель, статский советник, лектор Московского университета.

## Происхождение
Происходил из семьи французских подданных, живших в Москве с 1782 года, занимавшихся комиссионерством и книготорговлей. Отец - московской 3-й гильдии купец Басманной слободы Франсуа Антонио Луис Куртенер (1753 - 17.09.1814), уроженец г. Страсбурга, женатый на девице Дрейер Генриетте Анне, 1761 г. р., в русских источниках - Анна Антоновна, Генриетта Антоновна; из Страсбурга приехал в Россию не позднее 1782 года и открыл в Москве лавку по торговле семенами цветов и растений; в 1785 открыл книжную лавку на ул. Ильинке, торговавшую и прочими товарами; 19 апреля 1789 был записан в московское купечество; после Французской революции, приняв с супругой решение остаться в России и имея в браке пятерых детей, по указу императрицы Екатерины II, с другими французскими подданными, жившими в Москве, 8.02.1793 принёс присягу на верность французской монархии и отказа от поддержки идей французских революционеров; вскоре переехал с торговой лавкой на ул. Никольскую, в дом ратсгера Камерального департамента московского Магистрата, купца Тимофея Данилова Шевалдышева, и наладил прямые торговые контакты с Парижем, где в 1802 открыл одноименный (своей фамилии) торговый дом; не позднее того же - 1802, переехал с книжной лавкой, осуществлявшей и прочую комиссионную торговлю, на ул. Лубянку, в дом шталмейстера высочайшего двора князя Голицына Николая Алексеевича, а его фирма многие годы была центром французской книготорговли в Москве под вывеской «Куртнер и К0». Супруга - Анна (Генриетта) Антоновна Куртенер, в 1810-х годах служила кастеляншей Московского отделения Императорской медико-хирургической академии. Кроме магазина на ул. Лубянке, квартиры в доме Императорской московской медико-хирургической академии, в Мясницкой части города (у Кузнецкого моста), семье Куртенеров принадлежал загородный московский дом с огородной и луговой землей, в Хамовнической части, в приходе церкви Тихвинской иконы Божией Матери, что в Малых Лужниках, в 1816 проднный Анной Антоновной Куртенер. 
Семья Куртенеров имеет непосредственное отношение к созданию знаменитого российского издательства и книготоргового дома братьев Готье. Родоначальник этой фирмы - Иван Иванович Готье, с середины 1790-х годов работал в книжной лавке Франсуа Куртенера; в качестве учителя и гувернера сопровождал посланных в 1797 году учиться в Европу его старших сыновей - Франца ( Ф. Ф. Куртенер 1-й, или Старший) и Антона, а 8 января 1799 года женился на старшей дочери Франсуа Куртенера – Элизабете Фёдоровне Куртенер (1783 – 16.09.1806), в браке с которой имел дочь - Софию. Таким образом, Ф. Ф. Крутенер Младший приходился шурином И. И. Готье. Он же - Готье, в том же - 1799 году, начал собственную книготорговую деятельность в лавке своего тестя, в 1805 году купил у него книготорговлю, а его дочь от первого брака - София Ивановна Готье, была единокровной сестрой Николая и Василия Ивановичей Готье - сыновей И. И. Готье, от его второго брака с девицей Маргаритой Ивановной Эльмер, продолживших книготорговую династию, просуществовавшую целый век.  

## Биография
По семейной традиции, Ф. Ф. Куртенер 2-й, или Младший (в библиографических источниках нередко отождествляется с братом - Фёдором Фёдоровичем Куртенером 1-м, или Старшим), с 1803 по 1805 год учился в Страсбурге, затем вернулся в Россию и в 1806 году, вместе со всем большим семейством родителей, принял русское подданство. Его отец к тому времени продал книжную торговлю зятю – И. И. Готье, пытаясь реализовать модную в то время идею «Кабинета для чтения» (совмещавшего в себе функции биржевого маклера, посредника, агента и комиссионера в различных сферах торговли), но прогорел и начал торговать вином, к концу 1811 года окончательно обанкротившись. Сын не поддержал книготорговую династию. Возвратившись из Европы, продолжил домашнее образование, сначала в доме богатого коломенского 1-й гильдии купца, коллежского асессора и коммерции советника Ивана Ильича Лажечникова – отца романиста И. И. Лажечникова, служившего с 1806 по 1810 год в Московском архиве Коллегии иностранных дел, затем - в доме князя Черкасского (?).
В 1811 году выдержал при Московской университетской гимназии экзамен на право преподавать французский и немецкий языки и математику, став домашним учителем детей московских дворянских семейств. По предложению московского военного генерал-губернатора, графа А. П. Тормасова, из экзаменованных учителей в 1816 году принят на службу в Чертёжную московской канцелярии инженер-генерал-майора Карбоньера де Гроньяка Льва Львовича, члена Совета департамента путей сообщения, заведовавшего казённым строительством в Москве, и определён переводчиком при строении Московского Экзерциргауза (Манежа). По предписанию того же московского военного генерал-губернатора, в 1819 определён в звание и должность младшего чиновника (смотрителя за работами) 1-го и 2-го (московских) военно-рабочих батальонов Главного управления путей сообщения при сооружении московских публичных зданий, откуда в 1821 году, по прошению, уволён от службы.
Наряду со службой по ведомству Главного управления путей сообщения и публичных здания, был принят на службу по ведомству Московского опекунского совета, и, совмещая должности, с 1817 преподавал французский язык в Московском Александровском женском училище, а с 1818 – также и в Императорском Московском воспитательном доме. После отставки от службы по ведомству путей сообщения, с 1822 года поступил на службу учителем французского языка в Московское Александровское женское училище. 
С того же – 1822 года, начал издавать учебники и пособия по курсам французской грамматики, с 1831 – учебники по математике, и позднее – пособия по географии, литературе, космографии и истории (Англии, Франции, европейских народов с древности) на французском языке. Издание книг по французской грамматике было семейной традицией, отец Крутенера то же издавал пособия по французскому языку.  Журнал «Отечественные записки» в 1845 году писал: «Господин Куртнер уже давно приобрел себе в Москве известность, как опытный и умный учитель французского языка. Все дети в Москве учатся по его книжкам; во всех школах приняты за руководство его азбука, книга для чтения, хрестоматия, словари». К 1845 году Куртенер издал два десятка наименований учебников, словарей, пособий, хрестоматий, справочников и т. п. по французскому языку. Однако следует отметить, что многие из этих книг издавались совместно, братьями Ф. Ф. Куртенером 1-м (Старшим) и  Ф. Ф. Куртенером 2-м (Младшим). Другая часть книг издавалась в издательстве и типографии братьев Готье, близких родственников Ф. Ф. Крутенера. Педагогическо-издательская деятельность Крутенера продолжалась вплоть до его кончины, а после его смерти пособия и учебники продолжали переиздаваться многими тиражами. В 1840-х годах состоял членом московских литературных кружков.    
Из экзаменованных учителей, не имеющих чина, в том же - 1822, пожалован в коллежские регистраторы, по ведомству Московского опекунского совета, в 1826 году  – в коллежские секретари. Высочайшим указом от 29.08.1829, по представлению Совета при московских Екатерининском и Александровском женских училищах, пожалован, за выслугу лет, из коллежских секретарей в титулярные советники. По ведомству Министерства народного просвещения, с 10 декабря 1830 определён вторым лектором французского языка Императорского Московского университета и начал преподавать в университете с 1831/32 академического года, занимая кафедру до 1847/48 академического года. Одновременно со службой в университете, продолжал службу преподавателем французского языка в московских Императорском Воспитательном доме (вместе с братом – Ф. Ф. Куртенером 1-м, или Старшим), Александровском женском училище, Александровском сиротском институте, и с 1832 года – в Лазаревском восточном институте. Высочайшим повелением от 16.04.1835, за отлично-усердную службу в Московском университете, всемилостивейше пожалован бриллиантовым перстнем; высочайшим повелением от 21.10.1835, за отлично-усердную службу в Александровском сиротском институте, всемилостивейше пожалован бриллиантовым перстнем; коллежский асессор с 1840 года; высочайшим повелением от 21.06.1845, за отлично-усердную службу в Лазаревском институте восточных языков, надворному советнику, преподавателю французского языка Ф. Ф. Куртенеру, объявлено монаршее благоволение; высочайшим приказом от 5.04.1847 г. № 57, по ведомству Министерства народного просвещения, лектор французского языка Московского университета Ф. Ф. Куртенер пожалован, за выслугу лет, из надворных - в коллежские советники, со старшинством с 15.09.1845 года. По прошению, в том же чине – коллежского советника, в 1848 году вышел в отставку. 
В 1846 году (по другим сведениям – в 1848), пожалован пожизненной пенсией в 857 руб. серебром, по Ведомству учреждений императрицы Марии. Был в отставке с 1848 по 1850 год. Высочайшим приказом от 20.08.1850 г. № 34, по военно-учебным заведениям Военного ведомства, определён, из отставных коллежских советников, наставником-наблюдателем, по предмету французского языка, 1-го Московского кадетского корпуса, в котором служил до конца жизни.  Высочайшим приказом от 6.07.1852 г. № 27, по военно-учебным заведениям, пожалован, за выслугу лет, в статские советники, со старшинством с 27.09.1849 года. Высочайшим приказом от 28.02.1860 г. № 9, по военно-учебным заведениям, исключен из списков 1-го Московского кадетского корпуса умершим. 
Жил с семьей в собственном доме № 110 в Фурманном переулке, в приходе церкви Харитония в Огородниках, по соседству с семьей московского сенатора А. А. Арсеньева, бывших прихожанами той же церкви. Мемуары сына сенатора - Ильи Арсеньева, видного русского журналиста и издателя-редактора популярных столичных (с.-петербургских) газет и журналов, свидетельствуют, что Ф. Ф. Куртенер служил домашним учителем в семье сенатора, преподавая французский язык его детям - Александру и Илье.   
Московский помещик: за ним было благоприобретенное имение в селе Селевкине и деревнях: Лотосовой, Мелиховой и Карповой, - в Дмитровском уезде Московской губернии, в коем состояло, по 8-й ревизии – 1833, 22 крестьянских души мужского пола, со всей принадлежащей к ним землей; имение было приобретено у поручицы Натальи Михайловны Зиловой, по купчей, совершенной 12.09.1849 года во 2-м департаменте Московской палаты гражданского суда.

## Семья. Родственные связи
- Брат – Фёдор Фёдорович Куртенер 1-й (Франц-Фридрих-Людвиг), или Старший (1791 – 1850), педагог. В библиографических источниках нередко отождествляется с братом - Ф. Ф. Куртенером 2-м, или Младшим. Служил учителем французского языка в Московском Екатерининском женском училище, и, одновременно,  при Московском Доме трудолюбия (Елизаветинском женском училище), а с 1828 года – также и при Императорском Московском воспитательном доме (вместе с братом – Ф. Ф. Куртенером 2-м, или Младшим), и при классах Института обер-офицерских сирот Воспитательного дома (Московском Николаевском сиротском институте); в 1823 пожалован в классный чин коллежского регистратора; высочайшим указом от 10.06.1833, по представлению Совета при московских Екатерининском и Александровском женских училищах, произведён, за выслугу лет, из губернских в коллежские секретари; высочайшим указом от 15.11.1834, по представлению Совета при московских Екатерининском и Александровском женских училищах, произведён, за выслугу лет, из коллежских секретарей в титулярные советники; коллежский асессор с 1843 года; высочайшим приказом от 22.05.1847 г. № 90, по учебным и благотворительным заведениям, состоящим под высочайшим Е. И. В. покровительством, по прошению, уволен от службы при Институте обер-офицерских сирот Императорского Московского воспитательного дома, в том же чине - коллежского асессора, с мундиром, присвоенным должности. Кавалер ордена Святого Станислава 2-й степени (1843), имел знак отличия «Беспорочная служба XV» (1840). Скончался в 1850 году. Похоронен на Введенском кладбище[1]. Был женат на Дорофее (Дарье) Альбертовне Боргведель (? - до 1845). В браке сыновья: Александр (11.05.1812 - 19.05.1870), Николай (1814 - ?), - дочери: Любовь (3.12.1815 - ?), Надежда, в замужестве Нагибина (1816 - ?), Вера (24.04.1818 - ?), София (3.12.1822 - ?). Род Ф. Ф. Куртенера Старшего в 1845 году внесён в III ч. ДРК Московской губернии.
- Жена - иностранная подданная, девица Сусанна Франциска Фёдоровна Молли, от брака с которой оставил четырех сыновей: Виктора (27.01.1832 г. р.), Евгения-Адольфа (19.10.1833 г. р.), Фёдора (15.05.1839 г. р.), Юлия (10.09.1841 г. р.) - и четырех дочерей: Софию (6.01.1835 г. р.), Сусанну (28.04.1837 г. р.), Анну (8.04.1843 г. р.), Марию (3.02.1849 г. р.). По служебным заслугам, с потомством был причислен к московскому дворянству и в 1882 родоначальником дворянского рода записан в III ч. ДРК Московской губернии. По-видимому, из сыновей до совершеннолетия дожил только Евгений-Адольф Фёдорович Куртенер (19.10.1833 – не позднее 1897) - надворный советник, служивший по Почтовому ведомству, в должности разъездного чиновника II разряда высшего оклада Управления перевозками почт по железным дорогам: начал службу канцелярским чиновником Московской складочной таможни Департамента таможенных сборов Министерства финансов; высочайшим приказом от 18.05.1860 № 119, по Московской складочной таможне, произведён, за выслугу лет, из губернских в коллежские секретари, со старшинством с 9.12.1859; затем служил младшим помощником пакгаузного надзирателя Московской таможни, и, высочайшим указом от 18.03.1870 № 44, по Департаменту таможенных сборов и его ведомству, произведён, за выслугу лет, из коллежских секретарей в титулярные советники, со старшинством с 1.07.1869; переведён в Почтовый департамент ведомства Министерства внутренних дел, на должность разъездного чиновника Управления перевозками почт по железным дорогам, и, высочайшим указом от 22.05.1873 № 57, произведён, за выслугу лет, из титулярных советников – в коллежские асессоры, со старшинством с 1.07.1872; высочайшим указом от 21.03.1877 № 50, по Почтовому департаменту и его ведомству, произведён, за выслугу лет, в надворные советники, со старшинством с 1.07.1876; кавалер ордена Святого Владимира 4-й степени за 35-летнюю, в классных чинах и должностях, беспорочную службу (28.11.1891) и ордена Святой Анны 3-й степени, за 12-летнюю сряду, в одной и той же должности не ниже восьмого класса, службу (2.03.1889); был женат на унтер-офицерской дочери, девице Анне Иосифовне Жабе, от которой оставил трех сыновей и двух дочерей.

## Награды
- бриллиантовый перстень за службу, по Московскому университету (16.04.1835)
- бриллиантовый перстень за службу, по Александровскому сиротскому институту (21.10.1835)
- знак отличия «Беспорочная служба XV» (22.08.1836)
- орден Святого Станислава 4-й степени, по Московскому Александровскому училищу (5.09.1838)
- знак отличия «Беспорочная служба XX» (22.08.1841)
- монаршее благоволение за службу в Лазаревском институте восточных языков (21.06.1845)
- знак отличия «Беспорочная служба XXV» (22.08.1846)
- орден Святой Анны 3-й степени, по Лазаревскому институту восточных яхыков (18.12.1848)
- орден Святой Анны 2-й степени, по Первому кадетскому корпусу (6.12.1853)
- орден Святого Владимира 4-й степени за 35-летнюю, в классных чинах и должностях, беспорочную службу (22.09.1856)
- орден Святого Станислава 2-й степени, по Первому кадетскому корпусу (17.04.1857)
- темно - бронзовая медаль «В память войны 1853 – 1856» на Владимирской ленте (1858)